# Characta kinabaluensis
Characta kinabaluensis är en insektsart som beskrevs av Heinrich Hugo Karny 1926. Characta kinabaluensis ingår i släktet Characta och familjen vårtbitare. Inga underarter finns listade i Catalogue of Life.